# NGC 3282
NGC 3282 este o galaxie lenticulară situată în constelația Hidra. A fost descoperită în 5 martie 1886 de către Lewis A. Swift.